# Савицкий, Ян Анатольевич
Ян Анатольевич Савицкий (29 апреля 1987, Лениногорск, Восточно-Казахстанская область) — казахстанский биатлонист и тренер.

## Биография
Принимал участие в Олимпийских играх в Ванкувере в составе сборной Казахстана. Лучшим достижением стало 18-е место в эстафете, индивидуальное — 27-е в гонке преследования.
На февраль 2013 его лучшим достижением на чемпионатах мира стало 11-е место в индивидуальной гонке в 2013 году.
На этапах Кубка мира Ян финишировал 14-м в составе эстафетной сборной в Антхольце в сезоне 2010/11. В личных гонках его высшим результатом является 16-е место в спринте в Антхольце в 2012/13.
В августе 2017 года объявил о завершении своей спортивной карьеры, после чего переехал вместе с семьёй в Новосибирск.
С 2020 года работает тренером юниорской команды России.

## Кубок мира
- 2009/10 — 94-е место (18 очков)
- 2010/11 — 90-е место (19 очков)
- 2011/12 — 70-е место (40 очков)
- 2012/13 — 52-е место (117 очков)